# Flandina d'Altavilla
Flandina d'Altavilla (in francese Flandine de Hauteville) (fl. XII secolo) è stata una nobildonna normanna.

## Biografia
Figlia secondogenita del Gran Conte Ruggero e della di lui prima moglie Giuditta d'Evreux, ricevette in dote dal padre le contee di Paternò e Butera.
Fu sposata in prime nozze al cavaliere normanno Ugo di Jersey del quale rimase vedova nel 1075 e dalla cui unione nacquero una figlia di nome Maria e tre figli maschi: Manfredo, Giordano e Simone.
Nel 1089 si unì in seconde nozze all'aleramico Enrico del Vasto, a seguito dell'aiuto militare offerto da quest'ultimo al padre di lei. Dall'unione nacque un figlio, Simone.

## Ascendenza
|                      |                  |                         | Genitori                 |  |  | Nonni |  |  | Bisnonni |  |  | Trisnonni |  |
|                      |                  |                         |                          |  |  |       |  |  | …        |  |  | …         |  |
|                      |                  |                         |                          |  |  |       |  |  | …        |  |  | …         |  |
|                      |                  | …                       |                          |  |  |       |  |  | …        |  |  |           |  |
| Tancredi d'Altavilla |                  |                         |                          |  |  |       |  |  | …        |  |  |           |  |
|                      |                  | …                       | …                        |  |  |       |  |  |          |  |  |           |  |
|                      |                  | …                       | …                        |  |  |       |  |  |          |  |  |           |  |
|                      |                  | …                       | …                        |  |  |       |  |  |          |  |  |           |  |
| Ruggero I di Sicilia |                  | …                       |                          |  |  |       |  |  |          |  |  |           |  |
|                      |                  | Riccardo I di Normandia | Guglielmo I di Normandia |  |  |       |  |  |          |  |  |           |  |
|                      |                  | Riccardo I di Normandia | Guglielmo I di Normandia |  |  |       |  |  |          |  |  |           |  |
|                      |                  | Riccardo I di Normandia | Sprota                   |  |  |       |  |  |          |  |  |           |  |
| Fresenda             |                  | Riccardo I di Normandia |                          |  |  |       |  |  |          |  |  |           |  |
|                      |                  | …                       | …                        |  |  |       |  |  |          |  |  |           |  |
|                      |                  | …                       | …                        |  |  |       |  |  |          |  |  |           |  |
|                      |                  | …                       | …                        |  |  |       |  |  |          |  |  |           |  |
| Flandina d'Altavilla |                  | …                       |                          |  |  |       |  |  |          |  |  |           |  |
|                      | Roberto d'Évreux | Riccardo I di Normandia |                          |  |  |       |  |  |          |  |  |           |  |
|                      | Roberto d'Évreux | Riccardo I di Normandia |                          |  |  |       |  |  |          |  |  |           |  |
|                      | Roberto d'Évreux | Gunnara di Normandia    |                          |  |  |       |  |  |          |  |  |           |  |
| Guglielmo d'Évreux   | Roberto d'Évreux |                         |                          |  |  |       |  |  |          |  |  |           |  |
|                      |                  | Herleva                 | …                        |  |  |       |  |  |          |  |  |           |  |
|                      |                  | Herleva                 | …                        |  |  |       |  |  |          |  |  |           |  |
|                      |                  | Herleva                 | …                        |  |  |       |  |  |          |  |  |           |  |
| Giuditta d'Evreux    |                  | Herleva                 |                          |  |  |       |  |  |          |  |  |           |  |
|                      |                  | Giroie d'Échauffour     | …                        |  |  |       |  |  |          |  |  |           |  |
|                      |                  | Giroie d'Échauffour     | …                        |  |  |       |  |  |          |  |  |           |  |
|                      |                  | Giroie d'Échauffour     | …                        |  |  |       |  |  |          |  |  |           |  |
| Adevisa d'Échauffour |                  | Giroie d'Échauffour     |                          |  |  |       |  |  |          |  |  |           |  |
|                      |                  | Gisla di Bastembourg    | …                        |  |  |       |  |  |          |  |  |           |  |
|                      |                  | Gisla di Bastembourg    | …                        |  |  |       |  |  |          |  |  |           |  |
|                      |                  | Gisla di Bastembourg    | …                        |  |  |       |  |  |          |  |  |           |  |
|                      |                  | Gisla di Bastembourg    |                          |  |  |       |  |  |          |  |  |           |  |